# Rimling
Rimling é uma comuna francesa na região administrativa de Grande Leste, no departamento de Mosela. Estende-se por uma área de 13,26 km². Em 2010 a comuna tinha 666 habitantes (densidade: 50,2 hab./km²).